# Wolfheze vasútállomás
Wolfheze vasútállomás vasútállomás Hollandiában, Renkum községben, Wolfheze településen.

## Vasútvonalak
Az állomást az alábbi vasútvonalak érintik:
- Amsterdam–Arnhem-vasútvonal

## Kapcsolódó állomások
A vasútállomáshoz az alábbi állomások vannak a legközelebb:
- Ede-Wageningen vasútállomás
- Oosterbeek vasútállomás